# Insula (exogeologia)
En astrogeologia, insula (plural: insulae, abr. IN) és una paraula llatina que significa «illa» que la Unió Astronòmica Internacional (UAI) utilitza per indicar una característica de superfície relativament petita que destaca com a àrea de terra envoltada d'una zona que conté líquids.
Les úniques estructures fins ara oficialment classificades com a insulae han estat identificades a Tità, on es troben envoltades de llacs i mars d'hidrocarburs.

## Descripció
El líquid que envolta les insulae de Tità estaria compost d'una barreja d'hidrocarburs lleugers i nitrogen líquid a menys de 82,5 K (aproximadament –190 °C), una temperatura que només es troba en latituds altes d'aquest satèl·lit. L'illa Mayda va ser la primera illa extraterrestre reconeguda oficialment quan va ser nomenada l'11 d'abril del 2008. El 19 de gener de 2015, es van nomenar altres cinc illes individuals (insula) i quatre arxipèlags (insulae).

## Llista
Les insulae de Tità porten els noms d'illes.
La latitud i la longitud es donen com a coordenades planetogràfiques amb longitud oest (+ Oest; 0-360).
| Insula            | Coordenades                            | Diàmetre (km) | Epònim | Ref.  |
| ----------------- | -------------------------------------- | ------------- | --- | ----- |
| Bermoothes Insula | 67° 06′ N, 317° 06′ O / 67.1°N,317.1°O | 124           | Una illa encantada a La Tempesta de Shakespeare.                                                                                          | WGPSN |
| Bimini Insula     | 73° 18′ N, 305° 24′ O / 73.3°N,305.4°O | 39            | Boicua; La llegenda de l'illa d'Arawak (Bahamas) deia que es trobava la font de la joventut.                                              | WGPSN |
| Bralgu Insulae    | 76° 12′ N, 251° 30′ O / 76.2°N,251.5°O | 55            | Baralku; A la cultura dels yolngu (Austràlia) era l'illa dels morts i el lloc on es va originar el Djanggawul, els tres germans creadors. | WGPSN |
| Buyan Insula      | 77° 18′ N, 245° 06′ O / 77.3°N,245.1°O | 48            | Una illa rocosa dels contes populars russos situada a la riba sud de l mar Bàltica.                                                       | WGPSN |
| Hufaidh Insulae   | 67° 00′ N, 320° 18′ O / 67°N,320.3°O   | 152           | Illa llegendària als pantans del sud de la Mesopotàmia.                                                                                   | WGPSN |
| Krocylea Insulae  | 69° 06′ N, 302° 24′ O / 69.1°N,302.4°O | 74            | Illa grega mitològica a la mar Jònica, a prop d'Itaca.                                                                                    | WGPSN |
| Mayda Insula      | 79° 06′ N, 312° 12′ O / 79.1°N,312.2°O | 168           | Illa llegendària a la regió nord-oriental de l'oceà Atlàntic.                                                                             | WGPSN |
| Penglai Insula    | 72° 12′ N, 308° 42′ O / 72.2°N,308.7°O | 94            | Illa llegendària de la mitologia xinesa on vivien els immortals.                                                                          | WGPSN |
| Planctae Insulae  | 77° 30′ N, 251° 18′ O / 77.5°N,251.3°O | 64            | En la mitologia grega, les «roques errants», entre les quals el mar era molt violent                                                      | WGPSN |
| Royllo Insula     | 68° 18′ N, 297° 12′ O / 68.3°N,297.2°O | 103           | Illa a l'oceà Atlàntic (mapes del segle xv) situada a prop d'Antilla i St. Brandan.                                                       | WGPSN |